# Curchorém Cacora
Curchorém Cacora (ou apenas Curchorém) é uma cidade  no distrito de Goa Sul, no estado indiano de Goa.

## Demografia
Segundo o censo de 2001, Curchorém Cacora tinha uma população de 21 398 habitantes. Os indivíduos do sexo masculino constituem 51% da população e os do sexo feminino 49%. Curchorém Cacora tem uma taxa de literacia de 74%, superior à média nacional de 59,5%: a literacia no sexo masculino é de 79% e no sexo feminino é de 68%. Em Curchorém Cacora, 12% da população está abaixo dos 6 anos de idade.